# Giang Văn Đức
Giang Văn Đức là một vận động viên bóng chuyền Việt Nam từ năm 2004 đến nay. Anh hiện là đội trưởng, thi đấu cho Câu lạc bộ bóng chuyền Tràng An Ninh Bình và Đội tuyển bóng chuyền nam quốc gia Việt Nam giai đoạn 2009-2022. Giang Văn Đức nhiều năm liền được báo chí ca ngợi là cây chuyền hai số 1 Việt Nam, anh là Đội trưởng đội tuyển quốc gia năm 2022.

## Tiểu sử và sự nghiệp
Tuyển thủ Giang Văn Đức sinh ngày 16/12/1987 tại xã Thái Thượng, Thái Thụy, Thái Bình nhưng gia đình hiện sinh sống tại tại thành phố Ninh Bình, Ninh Bình. Gia đình Giang Văn Đức có bác là cầu thủ đội bóng chuyền Bưu điện Hà Nội vang bóng những năm 2000. Sự nghiệp của anh gắn liền với đội tuyển Tràng An Ninh Bình, là một trong những thế lực mạnh nhất của bóng chuyền Việt Nam. Giang Văn Đức đến với Câu lạc bộ bóng chuyền Tràng An Ninh Bình từ lúc 16 tuổi, ngay khi đội bóng này hình thành năm 2003.
Sau 3 năm gia nhập Câu lạc bộ bóng chuyền Tràng An Ninh Bình, năm 2006 anh chính thức có mặt trong đội hình thi đấu của đội Ninh Bình tại Giải vô địch bóng chuyền quốc gia Việt Nam với vị trí chuyền hai (và cũng được kỳ vọng trở thành chuyền hai đội tuyển quốc gia), kết hợp cùng tay đập Nguyễn Hữu Hà đã giúp Tràng An Ninh Bình trở thành nhà vô địch quốc gia 2006. Và 3 năm sau, ở mùa giải 2009 với thành tích á quân của Tràng An Ninh Bình, Giang Văn Đức đã được gọi vào đội tuyển quốc gia Việt Nam.
Tại giải vô địch bóng chuyền Việt Nam năm 2010, đội tuyển Tràng An - Ninh Bình giành chức vô địch và Giang Văn Đức giành giải thưởng chuyền hai xuất sắc nhất.
Năm 2019 khi Đội tuyển để tham dự SEA Games 30, Việc VĐV kì cựu Giang Văn Đức bị gạch gây tranh cãi rất lớn và được cho là nguyên nhân gây nên thất bại khó tin. Theo kết quả bốc thăm SEA Games 30, tuyển bóng chuyền nam Việt Nam nằm ở bảng B với chủ nhà Philippines, Indonesia và Campuchia. Đây là bảng đấu khá thuận lợi để giành vé vào bán kết. Thế nhưng bóng chuyền nam Việt Nam đã thua Indonesia, Philippines và đặc biệt là lần đầu tiên thua cả Campuchia.
Năm 2021, chuyền hai Giang Văn Đức cùng với đối chuyền Từ Thanh Thuận, phụ công Phạm Thái Hưng là những vận động viên kỳ cựu có phong độ xuất sắc đã khẳng định được tên tuổi của mình tiếp tục có mặt trong đội tuyển bóng chuyền nam quốc gia để tham dự SEA games 31. Tại Cúp Hùng Vương 2021, anh đã giành giải Chuyền hai xuất sắc nhất.
Giang Văn Đức với vai trò đội trưởng, góp phần đưa Tràng An Ninh Bình giành chiến thắng quan trọng trước Sanet Khánh Hòa ở trận bán kết, và thắng Thể Công 3 - 0 ở trận chung kết. Đồng thời, cầu thủ này cũng nhận giải thưởng Chuyền hai xuất sắc nhất Giải vô địch bóng chuyền quốc gia Việt Nam 2021.

## Thành tích
Thành tích của Giang Văn Đức gắn liền với thành tích của Câu lạc bộ bóng chuyền Tràng An Ninh Bình từ năm 2006 đến 2021. Ngoài ra, trong vai trò tuyển thủ quốc gia anh là một trong số ít vận động viên tham dự 6 kỳ SEA Games:
- Tham dự đại hội Đông Nam Á 2009 - SEA Games 25, đội tuyển Việt Nam xếp thứ 4.[13]
- Tham dự đại hội Đông Nam Á 2011 - SEA Games 26, đội tuyển Việt Nam giành huy chương đồng.[14]
- Tham dự đại hội Đông Nam Á 2013 - SEA Games 27, đội tuyển Việt Nam giành huy chương đồng.[15]
- Tham dự đại hội Đông Nam Á 2015 - SEA Games 28, đội tuyển Việt Nam giành huy chương bạc.[16]
- Tham dự đại hội Đông Nam Á 2017 - SEA Games 29, đội tuyển Việt Nam giành huy chương đồng.[17]
- Tham dự đại hội Đông Nam Á 2021 - SEA Games 31, đội tuyển Việt Nam giành huy chương bạc.[18]

Giang Văn Đức nhiều lần giành giải thưởng chuyền hai xuất sắc nhất tại các giải bóng chuyền cúp Hùng Vương, cúp Hoa Lư, cúp Đạm Phú Mỹ,... đặc biệt anh đã hai lần giành giải thưởng chuyền hai xuất sắc nhất tại giải vô địch quốc gia năm 2010 và 2021.